# Tiburcio Carías Andino
Tiburcio Carías Andino (ur. 5 marca 1876 w Tegucigalpie, zm. 23 grudnia 1969) – honduraski generał i polityk, założyciel (1916) i wieloletni przewodniczący Partii Narodowej (NPH), przywódca konserwatystów w wojnie domowej w 1924, minister spraw wewnętrznych w latach 1924–1928, prezydent Hondurasu w okresie 1933–1949, dyktator.

## Historia
W październiku 1932 liberałowie, których pozycja polityczna coraz bardziej słabła, podjęli próbę przeforsowania wyboru kolejnego prezydenta ze swoich szeregów. Będąc przedstawicielem konserwatystów, Tiburcio Carias Andino przyjął wobec tych wydarzeń zdecydowaną postawę i zagroził wywołaniem rebelii zbrojnej w przypadku nieuczciwości i fałszerstw wyborczych. Urzędujący prezydent Vicente Mejía Colindres zrezygnował z prób przedłużenia własnej kadencji, co razem z interwencją Cariasa doprowadziło do przeprowadzenia wyborów w stosunkowo spokojny i uczciwy sposób. Carias odniósł w nich zdecydowane zwycięstwo, lecz liberałowie nie chcieli pogodzić się z porażką i w listopadzie 1932 rozpoczęli rewoltę. Oprócz niej Carias musiał jako prezydent Hondurasu (od 1 lutego 1933) zmierzyć się z groźbą bankructwa państwa i pogłębiającym się kryzysem społeczno-gospodarczym. Jako jedyną metodę zapanowania nad anarchią w Hondurasie uznał zaprowadzenie dyktatury i bezwzględną walkę z przeciwnikami rządu. Wprowadził stan wyjątkowy, zmusił głównych oponentów do udania się na emigrację, a przede wszystkim w brutalny sposób stłumił powstanie liberałów. Ogłosił się generałem i objął naczelne dowództwo armii. W krótkim czasie rozprawił się z opozycyjnymi oddziałami dzięki broni, którą dostarczył mu dyktatorski prezydent Salwadoru Maximiliano Hernández Martínez.
Tiburcio Carias Andino wykorzystał siłę zbrojną do zaprowadzenia porządku na prowincji, uporania się z plagą przestępczości, zdławienia buntów chłopów oraz przywrócenia powagi państwowych instytucji. W przeciwieństwie do innych środkowoamerykańskich dyktatorów nie stworzył silnej armii narodowej, gdyż uważał, że budowa armii byłaby zbyt niebezpieczna. Aby realizować brutalną politykę wewnętrzną, posługiwał się oddziałami sformowanymi i sfinansowanymi przez konserwatywną oligarchię. Utworzył lotnictwo wojskowe poprzez wynajęcie amerykańskich pilotów. Zawarł umowę z prywatnymi liniami lotniczymi o wykorzystywaniu w razie potrzeby ich samolotów w razie bombardowania pozycji wrogów. Prezydent reprezentował poglądy konserwatywne i był przeciwnikiem wprowadzenia jakichkolwiek zmian społecznych i gospodarczych, bezkrytycznie popierał również ekspansję koncernów Ameryki Północnej. Te wszystkie czynniki doprowadziły do ugruntowania postkolonialnego modelu społeczno-ekonomicznego, który funkcjonował od prawie wieku. Zachowawcza i anachroniczna polityka dyktatora spowodowała głęboką pauperyzację społeczeństwa. Pod koniec lat 40. (schyłkowych latach dyktatury) Honduras stał się najbiedniejszym państwem Ameryki Środkowej, zacofanym i wyizolowanym, z prymitywnym rolnictwem, niskim poziomem oświaty i najwyższym w regionie analfabetyzmem. Brakowało infrastruktury publicznej, a wydajność produkcji była niewielka.
W połowie lat 30. dyktatura ustabilizowała się do tego stopnia, że prezydent Carias Andino podjął starania o przedłużenie kadencji. Opozycja praktycznie nie istniała, a aktywna na początku dekady partia komunistyczna została zdelegalizowana i rozbita. Przywódcy liberałów zostali zmuszeni do opuszczenia kraju, ci natomiast, którzy zostali w Hondurasie, byli poddawani stałej inwigilacji. Ponieważ konstytucja zabraniała bezpośredniej reelekcji urzędującego szefa państwa, Carias Andino w styczniu 1936 rozpisał wybory do Zgromadzenia Konstytucyjnego. W atmosferze terroru i powszechnego zastraszenia kandydaci Partii Narodowej Hondurasu zyskali 132 948 głosów, podczas gdy liberałowie mieli tylko 46. W marcu 1936 uchwalono nową konstytucję, która znosiła zakaz kandydowania urzędującego szefa państwa w kolejnych wyborach i przedłużała kadencję prezydenta do 6 lat. Kara śmierci została przywrócona, uprawnienia parlamentu ograniczone, a obywatelstwo i prawa wyborcze kobiet zostały zniesione. Na podstawie nowej ustawy zasadniczej Konstytuanta wybrała na głowę państwa Tiburcio Cariasa Andino. Jego kadencja miała zgodnie z konstytucją upłynąć 1 stycznia 1943, jednak zdominowany przez Partię Narodową Hondurasu Kongres zmienił w 1939 Konstytucję, dzięki czemu dyktator mógł pełnić funkcję do 1 stycznia 1949.
Jego dyktatorskie rządy były okresem zatargów terytorialnych z Nikaraguą, prześladowań opozycji. Ciężka sytuacja gospodarki oraz korupcja wywołała protesty społeczne, które z kolei zmusiły Cariasa do ustąpienia.